# Heteropoda ocyalina
Heteropoda ocyalina este o specie de păianjeni din genul Heteropoda, familia Sparassidae. A fost descrisă pentru prima dată de Simon, 1887. Conform Catalogue of Life specia Heteropoda ocyalina nu are subspecii cunoscute.